# Onychogomphus cacharicus
Onychogomphus cacharicus – gatunek ważki z rodziny gadziogłówkowatych (Gomphidae).